# Генерал (фильм, 1998)
Генерал (англ. The General) — криминальная драма ирландского производства, освещающая последние эпизоды жизни известного дублинского вора Мартина Кэхилла, также известного как «Генерал» за свою жесткость и решительность в решении своих дел. Фильм снят по книге с одноимённым названием ирландского журналиста Пола Уильямса.

## Сюжет
Фильм, основанный на реальных событиях, начинается с последних минут жизни ирландского преступника Мартина Кэхилла в 1994 году, когда он, садясь в машину, был застрелен неизвестным. В последние минуты жизни у него перед его глазами проходит вся жизнь: омрачённое нищетой детство, создание впоследствии собственной банды, ожесточённая борьба за выживание и продажа украденных картин, ставшая роковой ошибкой…

## Роли и актёры
| Актёры             | Роли                |
| ------------------ | ------------------- |
| Брендан Глисон     | Мартин Кэхилл       |
| Эдриан Данбар      | Ноэл Карли          |
| Шон МакГинли       | Гарри               |
| Мария Дойл Кеннеди | Фрэнсис             |
| Анджелин Болл      | Тина                |
| Джон Войт          | Инспектор Нед Кенни |
| Инна МакЛиэм       | Джимми              |

## Реальный Мартин Кэхилл
В номере «Коммерсант» от 20 августа 1994 года есть сообщения об убийстве Кэхилла. В той статье о преступлении говорится в контексте политического противостояния Ирландской республиканской армии и добровольческих сил Ольстера. Говорится как о доказанном факте, что Кэхилл финансировал ИРА и не брезговал при этом ни грабежами, ни махинациями с «грязными» деньгами. Убийство же Генерала преподносится как месть «ольстерцев»: «рядовые члены ИРА вряд ли поверят в чисто мафиозную подоплёку случая с Кэхиллом». У режиссёра — Джона Бурмана с Кэхиллом были личные счёты. «Генерал» ограбил режиссёра, в числе прочего украл у него золотую пластинку. Этот эпизод есть в фильме — пластинка, правда, оказалась подделана, Кэхилл возмущается и ломает её пополам.

## Награды
Фильм «Генерал» был выдвинут на ряд номинаций получил несколько наград, в том числе за лучшую режиссуру в 1998 году на Каннском кинофестивале.

## Критика
На artechock.com фильм был назван «прежде всего социальным исследованием», на cabeliens.de — «художественно резким и убедительным, герой которого стилизован под героя античной трагедии».